# Baladas de Bagford
Las Baladas de Bagford (The Bagford Ballads) son baladas inglesas recopiladas por John Bagford (1651 - 1716) para Robert Harley, I Conde de Oxford y Conde Mortimer. Bagford fue originalmente un zapatero, pero se convirtió en coleccionista de libros en sus últimos años, y reunió este conjunto de baladas de materiales que había estado coleccionando. Harley estaba interesado en todo tipo de literatura anticuaria, y la colección Harleiana es una importante contribución a la erudición.
Las baladas de Bagford son generalmente composiciones folclóricas que documentan los últimos años de los Estuardo que reinaban a finales del siglo XVII (un tema que no resultaba lejano para Harley). Por lo tanto, y en contraste con las que recogería Thomas Percy, estas baladas no eran principalmente antiguas ni se trataba de un esfuerzo por conservar literatura desaparecida. Más bien, parece que se seleccionaron por su valor como auténtico folclore y obras populares no destinadas en principio a perdurar.
Después de la muerte de Harley, John Ker, tercer duque de Roxburghe consiguió las Baladas de Bagford, y finalmente se publicaron ampliamente por la Ballad Society en 1878.
- Datos: Q7715329